# Castello di Lerici
Il castello di Lerici è una fortificazione a base poligonale che si erge in posizione dominante sul promontorio roccioso dell'insenatura di Lerici, in provincia della Spezia.
Il castello fu costruito a partire dal 1152 e subì numerose trasformazioni ad opera delle repubbliche marinare, principalmente da parte della Repubblica di Genova e, in misura minore della Repubblica di Pisa che per la sua posizione strategica se ne contendevano il possesso a metà del Duecento. Con l'ultima modifica del 1555 il castello finì con l'assumere l'aspetto attuale quando, per volere del genovese Offizio di San Giorgio vennero completati i lavori e, per ricordare l'evento, fu applicata la lapide ancora oggi visibile sul portale d'ingresso.

## Storia
Il primo insediamento difensivo di Lerici consisteva solamente in una torre, costruito dai Malaspina o da Genova, accanto alla quale poi fu costruito il castello vero e proprio e, successivamente, il borgo, piccolissimo e adiacente al castello stesso. È quindi difficile parlare degli accadimenti del castello separatamente da quelli del borgo.

### Origini

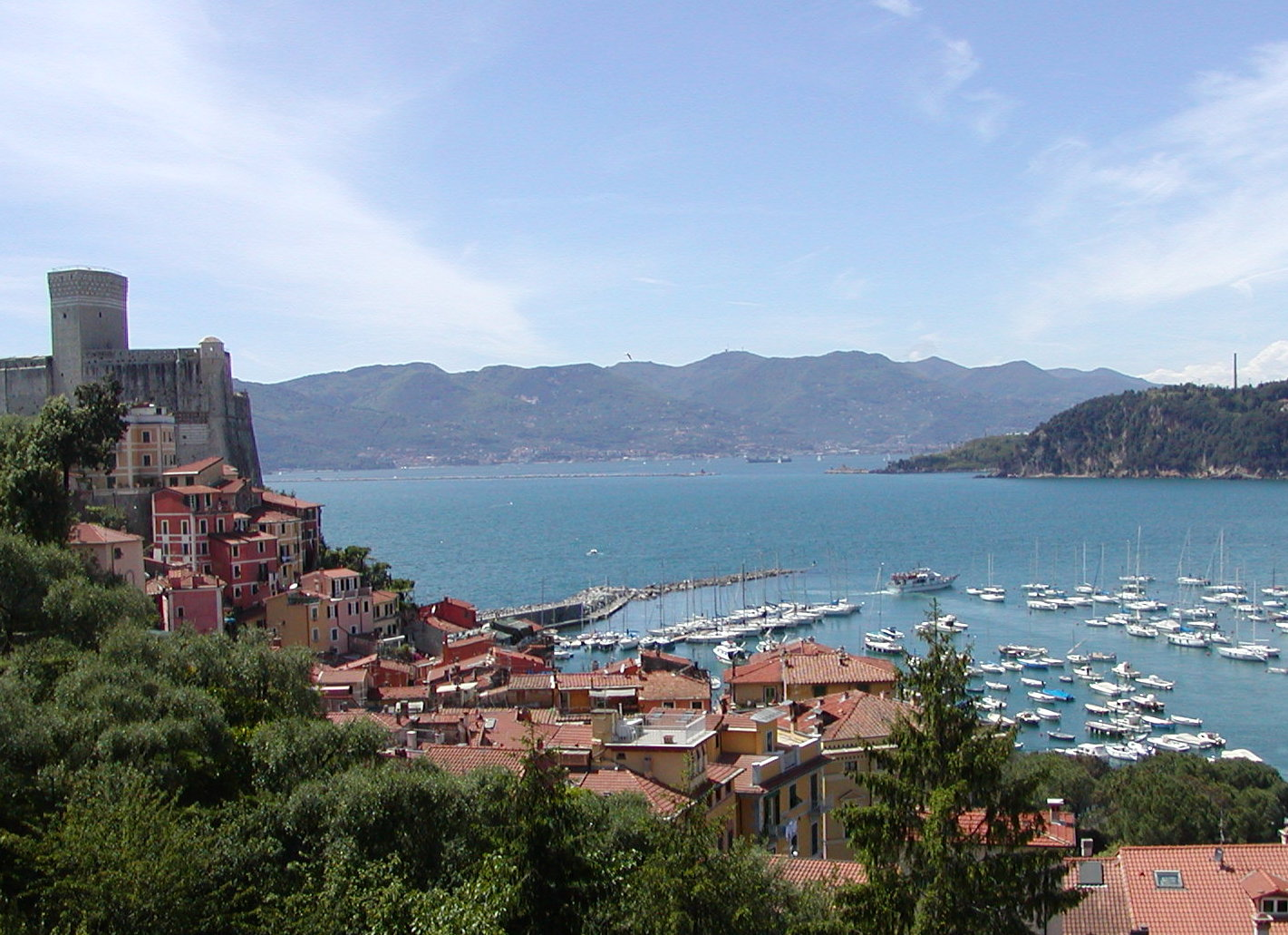
Il castello e il sottostante borgo

Il castello di Lerici sorge sul "poggio", uno spiazzo naturale creatosi nel punto più alto del Mons Illicis, piccolo promontorio a picco sul mare propaggine del ben più esteso promontorio del Carpione. Il Mons Illicis fu sempre oggetto di contese per la sua posizione strategica dominante sul golfo della Spezia, ma generalmente seguì la storia di Genova, sin dal 1152.
La prima notizia storica certa dell'esistenza del porto Lerici deriva da Claudio Tolomeo che, nella sua Geografia del II secolo d.C., lo menziona come attracco sul litorale tra Pisa e Genova. Nella documentazione di Claudio Tolomeo, tuttavia, non viene nominato alcun castello ma, secondo lo storico rinascimentale Francesco Gonetta, già in quel periodo sarebbe esistita una torre d'avvistamento volta alla difesa del porto, cui sarebbe seguita poi l'edificazione del castello.
Nel X secolo il promontorio del Carpione era possedimento della famiglia degli Obertenghi e, per la vastità del territorio, Oberto I infeudò il territorio suddividendolo tra le varie Signorie della zona. Primi tra questi furono i Signori di Vezzano e quelli di Arcola ai quali venne concessa la gran parte del promontorio.

### Il primo periodo genovese: 1152-1241
Agli inizi del XII secolo la Repubblica di Genova iniziò ad espandersi nella riviera di Levante, nel golfo della Spezia ed il suo entroterra. Come sua prima base portuale nel 1139 dai Signori di Vezzano acquistò il borgo di Portovenere, in posizione dominante sul golfo. Nell'aprile del 1152 Genova comprò anche Lerici dai Signori di Arcola, stipulando un atto firmato a Portovenere e registrato nelle carte della Repubblica di Genova. Poiché il Mons Illicis si trova di fronte a Portovenere, i Genovesi con quell'acquisto avevano così conseguito il pieno controllo strategico del golfo.
Poiché i Signori di Arcola avevano ricevuto il Mons Illicis come investitura feudale, questo non fu un atto di vendita vero e proprio quanto piuttosto un nuovo atto di investitura feudale concessa a pagamento. Nel contratto feudale si sanciva che, se i Genovesi avessero costruito un castello, i precedenti feudatari Arcolani avrebbero avuto diritti su metà del territorio infeudato ad eccezione delle costruzioni già esistenti: la torre e un mastio di cui si ha notizia solo grazie a questo atto. Non sarebbe stato però possibile edificare ulteriormente senza il permesso dei Signori di Arcola i quali, dal canto loro, si impegnavano a difendere la fortificazione già esistente.
Durante il XIII secolo le repubbliche di Pisa e di Lucca erano in costante competizione e tutta la costa toscana era divenuta dominio pisano. Lucca, che aveva perduto il suo sbocco al mare del Porto di Motrone (Marina di Pietrasanta), dovette volgersi alla genovese Lerici, chiedendone l'uso a Genova, e ne divenne il naturale porto, consentendole un fiorente commercio di sali e stoffe con Genova, pur costantemente osteggiato e combattuto dai Pisani.
Nel 1241 i Pisani affrontarono la potenza di Genova all'isola del Giglio. In questa battaglia navale l'alleanza pisana, nata per l'ordine dato da Ottone IV al vescovo di Luni, ai Malaspina, ai Fiorentini, ai Pistoiesi e a Volterra di aiutare i Pisani in qualsiasi occasione, sconfisse la potente flotta di Genova e il borgo di Lerici passò sotto il dominio pisano senza colpo ferire, anche se per pochi anni.

### Il periodo pisano: 1241-1256

Repubblica di Pisa

Fu un periodo molto breve, appena 15 anni, tranquillo in cui Pisa edificò parte del Castello intorno alla torre, ma, di fatto, l'attuale maniero è di struttura genovese.
Nel 1254 Pisa fu sconfitta in uno scontro con Genova, che impose di restituire il castello ed il nuovo borgo entro 15 giorni.
Dopo un anno Pisa non aveva ancora obbedito all'intimazione e quindi Genova entrò in armi a Lerici, decisa a riavere le sue proprietà. L'atto di resa e consegna perpetua di Lerici a Genova fu rogato il 29 ottobre 1256. Quanto costruito dai Pisani, a parte la torre (seconda), fu di fatto demolito. Il Borgo attuale è genovese che lo cinse di mura, a partire da Maralunga, prima difesa del Borgo. 

Con la Battaglia della Meloria (1284), a cui la genovese Lerici partecipò con oltre un centinaio tra marinai e nocchieri, Pisa di fatto perse la sua forza commerciale e navale nel Mediterraneo.

### Il secondo periodo genovese: 1256-1396

Repubblica di Genova

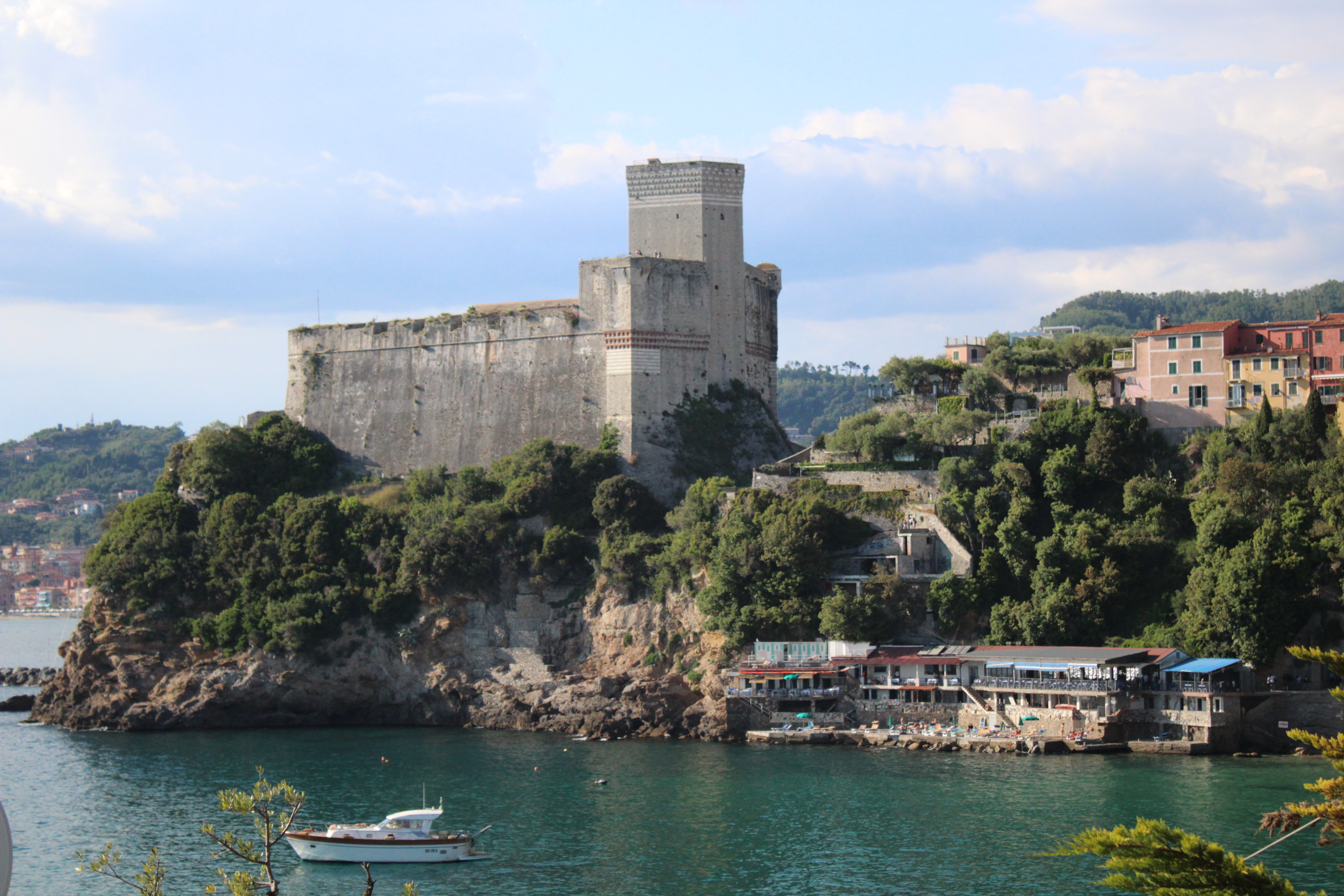
Veduta dalla baia di Maralunga

Nel 1256 il castello fu consolidato e ampliato ad opera dei Genovesi, così il Borgo murato e successivamente nel 1555, come ricorda una lapide posta all'entrata. Il Borgo attuale è genovese, originariamente cinto da mura, a partire da Maralunga, prima difesa del Borgo. Con la Battaglia della Meloria (1284), a cui la genovese Lerici partecipò con oltre un centinaio tra marinai e nocchieri, Pisa di fatto perse la sua forza commerciale e navale nel Mediterraneo.
Negli anni successivi Lerici fu teatro di scontri tra Guelfi e Ghibellini e, per ben due volte, nel 1320 e nel 1326, il borgo di Lerici fu dato alle fiamme dai Guelfi, ma il castello non fu mai espugnato.
Nel 1340 il doge genovese Simone Boccanegra, dopo una serie di lotte sanguinose, ma di poca rilevanza nella vita del castello, lo riscattò pagando la somma di 5000 lire ai genovesi.
Nel 1348 il castello venne dato in pegno al Capitano di ventura Fra Monreale e in seguito ai Visconti, che lo difesero strenuamente dal ritorno del Boccanegra.
In questo periodo il castello fu utilizzato come prigione per i nemici della Repubblica genovese e, in generale, degli esponenti delle fazioni avverse alla Dominante.

### Altri domini
Il Borgo e il Castello di Lerici seguirono le varie vicende storiche di Genova: alleanze, sconfitte.

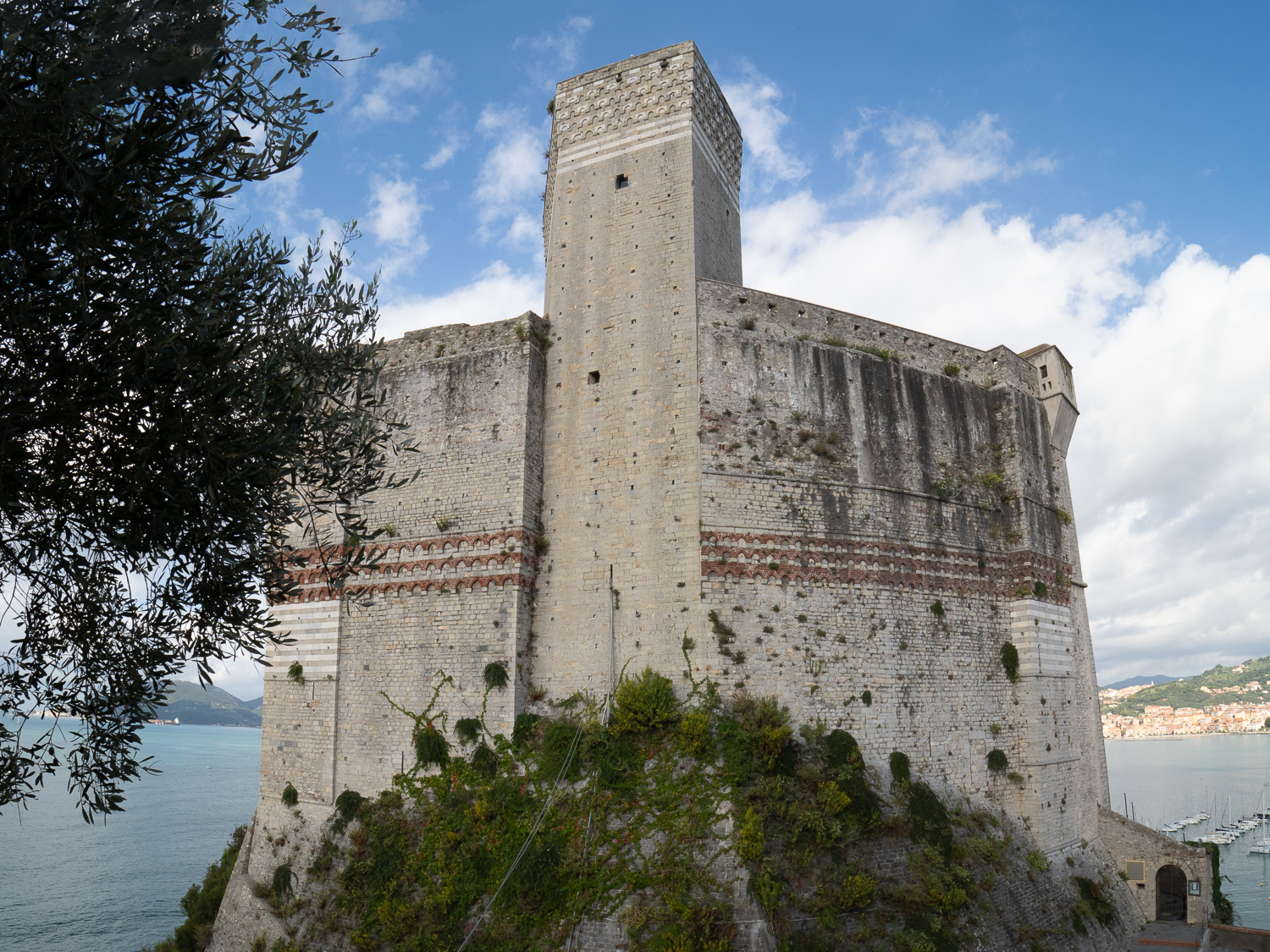
La torre

Per la debolezza della repubblica genovese, nel 1426 Lerici divenne possesso della Corona aragonese che fece prontamente allestire una potente guardia intorno al castello. I Lericini, stanchi delle continue vessazioni, riuscirono finalmente a liberare il loro borgo dal dominio aragonese nel 1473.
Più tardi, nel 1491, Lerici divenne dominio della Firenze medicea. La Repubblica di Genova mosse guerra ai Fiorentini per espugnare il castello che tuttavia tornò possesso genovese solamente grazie all'aiuto di un traditore della parte fiorentina.
Nel corso del XVI secolo il castello, che nel corso della sua lunga storia fu utilizzato non solo come baluardo militare, ma anche come magazzino, armeria, prigione, perse progressivamente la sua importanza strategica e difensiva, pur rimanendo armato contro possibili attacchi nemici.
Il borgo di Lerici si espanse anche al di fuori delle strette mura medievali diventando una cittadina portuale con una fiorente economia. Il castello rimase così anche durante il XVIII secolo quando Lerici cominciò a divenire una città turistica.
Nel 1814 il castello fu al centro della battaglia di Lerici quando un gruppo di francesi tentò di riconquistarlo, ma fu messo in ritirata da un corpo di spedizione britannico.

## Architettura
Il castello di Lerici è considerato uno degli esempi più significativi di architettura castellana di tutta la Liguria.
L'aspetto attuale del castello deriva da una sovrapposizione casuale di interventi che, contro ogni aspettativa, si sono combinati in modo così armonioso che il risultato appare come il frutto di un progetto preordinato. Il castello si integra perfettamente con l'altura su cui è collocato, quasi fosse un naturale prolungamento della roccia: la posizione geograficamente strategica su cui sorge non avrebbe mai potuto ospitare un tipo di costruzione che non fosse un apprestamento guerresco. Come in questo caso, le fortificazioni medioevali sono quasi sempre il frutto di ampliamenti e rafforzamenti di strutture preesistenti ed è quindi possibile suddividere le fasi della costruzione del castello riconducendole all'alternanza dei domini.
Durante la fase pisana furono iniziati i lavori di costruzione per l'innalzamento della torre, e della cinta muraria. La struttura a base poligonale del castello fa pensare che i Pisani non abbiano costruito partendo dalle fondamenta, bensì si siano inseriti sulla costruzione preesistente, probabilmente genovese o malaspiniana del mastio: questo dubbio è avvalorato dal fatto che era usanza lunense, e non dell'edilizia pisana, costruire edifici con pianta poligonale. Genovese la Cappella di Sant'Anastasia, forse iniziata dai Pisanii nel loro breve periodo, ma classico esempio di gotico-genovese, prima esterna, successivamente interna al maniero
La cappella fu poi terminata completamente sotto il dominio dei Genovesi dopo il 1256, anno in cui Lerici venne riconquistata. Da quell'anno in poi vennero effettuati lavori di ristrutturazione al castello che, durante l'assedio, aveva subito notevoli danni. Venne inoltre rafforzata la torre maestra ed il borgo venne cinto da una cerchia di mura e bastioni.
La terza fase, iniziata nel 1555, porta a compimento la costruzione dell'edificio con l'incamiciatura voluta dal genovese Offizio di San Giorgio, che conferì al castello l'aspetto attuale e ne consolidò l'importanza strategica.

### Descrizione del complesso architettonico

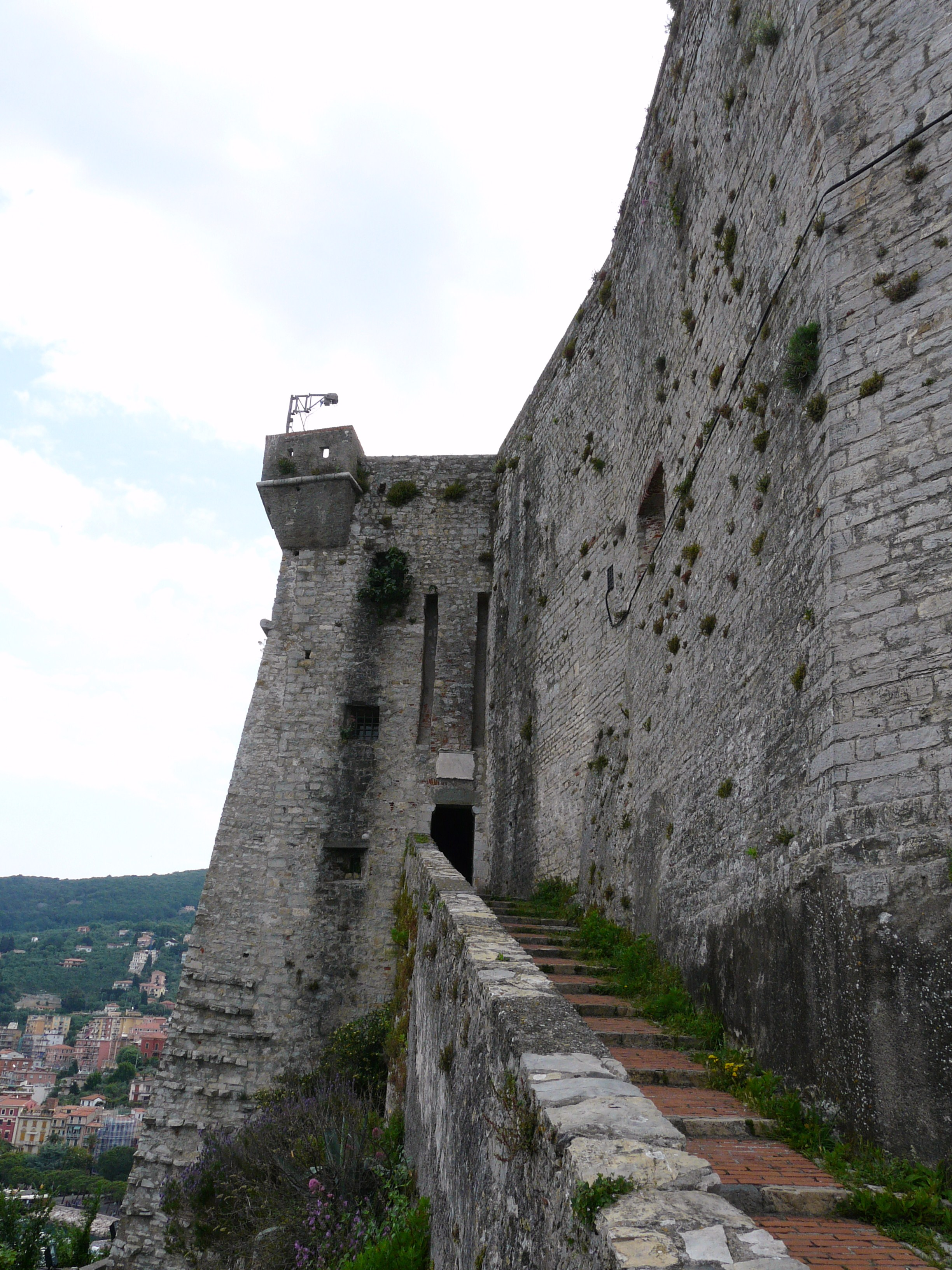
Portale d'ingresso

Il castello è interamente costruito su basi pentagonali (sono pentagonali sia la pianta dell'intero edificio che la forma della torre) ed è esternamente protetto da un'imponente cortina muraria. Per difendere ancora meglio il castello, cui si può accedere solamente tramite un portone situato ad Ovest, i Pisani installarono un ponte levatoio le cui scanalature per lo scorrimento dei tiranti sono ancora oggi visibili. Più tardi il ponte levatoio venne sostituito dalla rampa di scale parallela allo sperone occidentale.
Entrati nel vano di ingresso del castello ci si trova di fronte a due grandi portali in pietra con arco a sesto acuto attraverso i quali si giunge nel cortile interno. Nella parte alta delle mura di cinta del lato Nord fu ricavata una serie di arcate e feritoie, probabilmente previste allo scopo di lanciare con la balestra; successivamente furono murate in occasione dell'opera di incamiciatura iniziata a partire dal XVI secolo.
Dal vano di ingresso, salendo una rampa di scale, si arriva al primo piano dove uno dei locali di maggior prestigio storico-architettonico è costituito dalla cappella di Santa Anastasia che, con le sue volte a crociera ben conservate e la tipica decorazione in pietra nera e marmo bianco, è caratteristica dello stile gotico del XIII secolo.
A sinistra rispetto alla scala si trova un ampio salone con volte a vela in mattoni, mentre a destra si sviluppa un vano irregolare con un'ampia volta a botte, al quale sono adiacenti altri due vani più piccoli. Un antico forno con volta a cupola in mattoni è stato rinvenuto durante i lavori di restauro del 1997, nello sperone occidentale.
Il secondo piano del castello, che negli anni passati era stato adibito a ostello per la gioventù, è stato restaurato rifacendone la copertura originaria a falde di legno, come testimoniano le carte dello storico Matteo Vinzoni. Da qui, attraverso due uscite, si giunge sulla terrazza lastricata con pietre arenaria. Ad Est, in adiacenza al lato Sud della torre, furono edificati due piani che fungevano da abitazione per il Comandante della guarnigione.

### La torre del castello

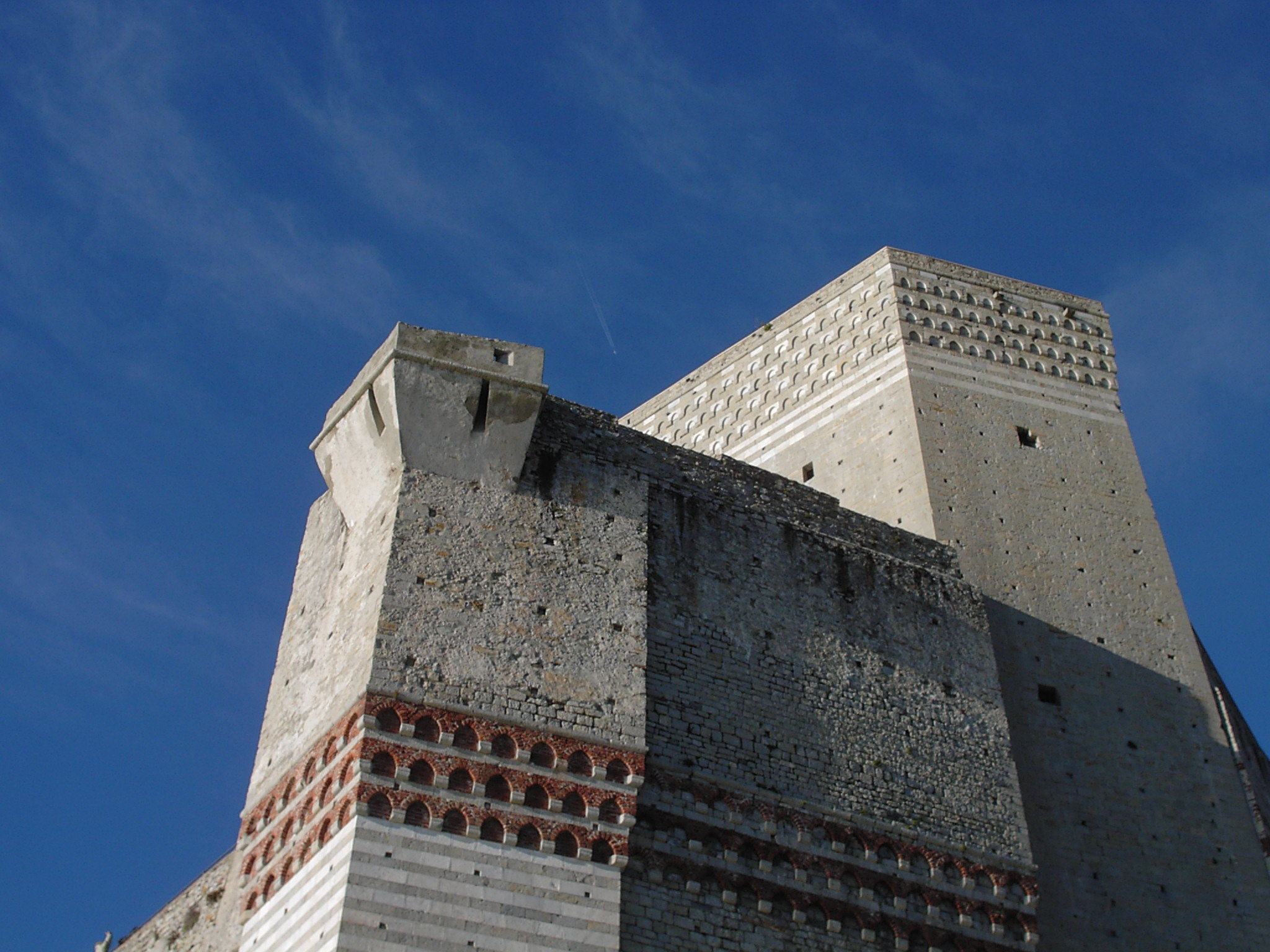
La torre

La pianta pentagonale della torre è tipica dell'edilizia militare due/trecentesca. Il suo angolo più acuto è peculiarmente rivolto verso il borgo in modo da avere due fronti di difesa più ampi rispetto agli altri. La torre ha un'altezza di 29 metri; fu costruita in parte dai Pisani su una precedente torre genovese o malaspiniana 
La torre si erge sul lato Sud-Est del castello: la parte alta è decorata con quattro ordini di archetti sporgenti gli uni sugli altri al di sotto dei quali si vedono le caratteristiche fasce bicrome genovesi in marmo bianco e grigio in stile gotico; al suo interno è tutt'oggi visibile l'intercapedine, larga due metri, tra la torre originaria (già ricostruita, o forse semplicemente restaura, dai pisani) e quella esterna con cui i Genovesi la rivestirono. Ben tre le torri che si alternano una all'interno dell'altra: la prima, malaspiniana - genovese, la seconda pisana, la terza genovese

### La cappella di Santa Anastasia
L'epigrafe che si trova sull'architrave della cappella d'ingresso, apposta nel 1555 a ricordo della vittoria genovese del 1256, recita:
Costruita in forme gotiche, la cappella da sola nobilita l'intero edificio. La sua costruzione, iniziata probabilmente dai Pisani, è esempio di gotico genovese.
La chiesa vera e propria ha pianta rettangolare ed è divisa in due parti da un grande arco dal quale partono volte a crociera. Attraverso un portale ad arco leggermente falcato si accede ai due vani che costituiscono la chiesa: i pavimenti si elevano gradualmente procedendo verso il fondo, nell'avvicinarsi al celebrante. La rozza muratura in pietra è tipicamente medioevale; l'unica concessione alla decorazione è l'alternanza di fasce bianche e nere riproposte anche sul soffitto, la cui pianta quadrata ben si presta alla decorazione. Nella chiave di volta compare san Giorgio.

## Cronologia degli avvenimenti del castello
- Anno 1020-1030: venne costruita la torre di guardia per difendersi dai Saraceni.
- Anno 1152-1174: costruzione di un primitivo castello malaspiniano - genovese.
- Anno 1236-1251: costruzione della torre pisana.
- Anno 1256: conquista genovese del castello di Lerici.
- Anno 1340: lavori per il trabucco, per murare due porte, per il ponte levatoio, per fare due cucine e altre cose di minore importanza; costruzione di nuove cucine e dello sperone (forse).
- Anno 1354: spese per legname, calcina, arena, mano d'opera, spese per maestri muratori.
- Anno 1423: gli uomini di Lerici dovettero pagare novantacinque lire per far riparare il portone d'ingresso e per far edificare delle nuove abitazioni.
- Anno 1484: vennero inviate serrature nuove da Genova per le porte del castello; lavori di sistemazione interna per ottenere nuovi locali e miglioramento delle difese esterne. Antonio Montaldo, Casano da Mare e Agostino Ravaschieri sono prigionieri nel castello incolpati della perdita di Pietrasanta.
- Anno 1485: l'Officio di San Giovanni ordina di comprare, al prezzo più conveniente, "una partita di travetti da venti palmi e di tavole di abete per la costruzione di una nuova sala nel castello".
- Anno 1487: nel castello è imprigionato Tommasino Fregoso per aver sobillato una rivolta in Corsica.
- Anno 1489: per sistemare la grande torre vennero trasportati nel castello mattoni, calcina e 150 salme[3] di arena per i lavori sovracitati e vennero acquistati a La Spezia, a buon mercato, tre cannelle[4] di tavole di castagno e travetti di castagno.
- Anno 1490: arrivo al castello di un maestro per stagnare cisterne. Il corsaro Giovanni Giuliano di Nizza è imprigionato nel castello.
- Anno 1491: vennero fatti arrivare dalla Spezia 210 beccatelli.
- Anno 1492: parte dei beccatelli, che erano rimasti sulla spiaggia, vennero mandati ad Ajaccio.
- Anno 1497: vennero acquistati a San Terenzo 300 mattoni per i lavori di manutenzione, a Spezia i beccatelli per il revellino del castello e legnami ad Ameglia e si trasportarono pietre da selciato al castello; venne forse costruita in quell'anno la terrazza superiore.
- Anno 1498-1499: venne innalzata la cortina sul lato del Poggio.
- Anno 1500: non trovando embrici a Lerici si ricorse a mattoni fabbricati a San Terenzo e sempre in quell'anno vennero sbarcati a Lerici picconi e barili per acqua; venne costruito l'alloggio del capitano.
- Anno 1501: un fulmine colpì il castello.
- Anno 1502: venne comprato un "bolone di aguti" (bottiglione di grossi chiodi).
- Anno 1507: in tutta Lerici non si trovarono embrici per il forno del castello.
- Anno 1508: l'Officio di San Giorgio invitò gli operai ad utilizzare "rombi di rovere" anziché aspettare i rifornimenti di tavole da Genova.
- Anno 1512: vengono scaricati 500 abbaini per il castello.
- Anno 1525: Francesco I, re di Francia, è prigioniero nel castello di Lerici.
- Anno 1528: Andrea Doria si rifugia nel castello prima di muovere alla liberazione di Genova.
- Anno 1554: spese per fare il rivestimento e inizio dei lavori di incamiciamento.
- Anno 1555: spese per fare il rivestimento e termine dei lavori di incamiciamento.
- Anno 1746: è l'anno della rivolta di Balilla. Le truppe austriache abbandonano il castello e si dirigono a Parma.

## Il museo geopaleontologico e la galleria d'arte

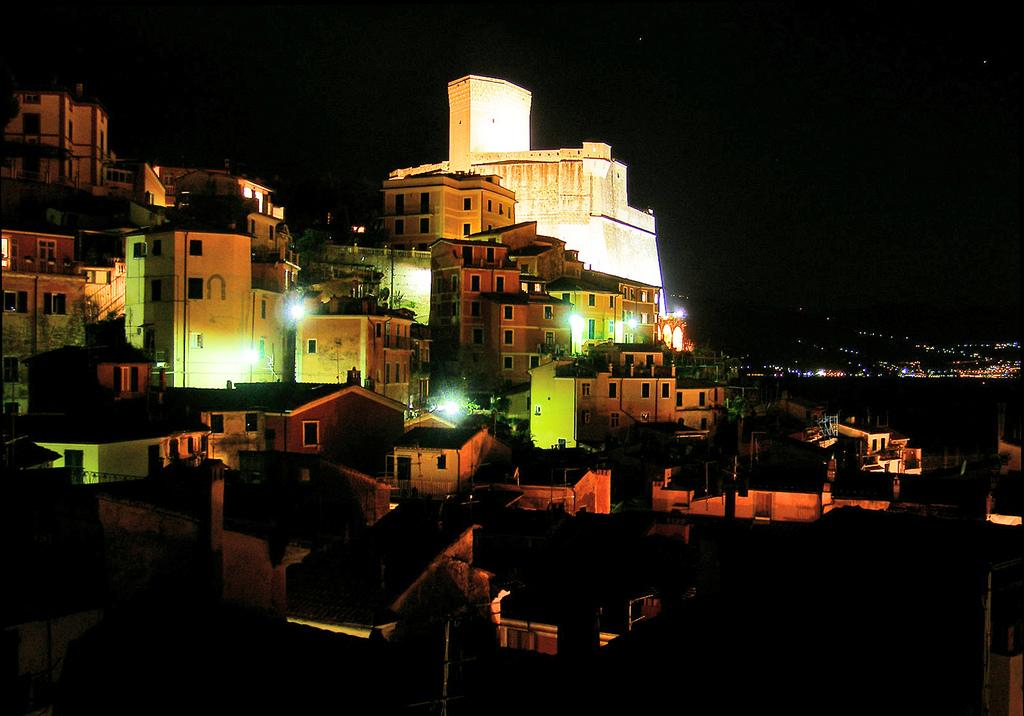
Il castello in notturna

Il castello ospitava un museo geopaleontologico, aperto al pubblico nel 1998 e intitolato a Ilario Sirigu, che nel 1987 rinvenne durante un'escursione nel territorio lericino alcune piste di impronte fossili in una piana alluvionale costiera. Il museo nel castello fa parte del progetto PANGEA, una rete museale che mette in collaborazione diversi musei di storia naturale italiani.
Il castello e le sue vedute sono state dipinte da artisti da ogni parte del mondo. Per celebrare la magnificenza della struttura è stata allestita sotto il castello una galleria d'arte con tutti i quadri che lo raffigurano.

## Il castello in letteratura
- Negli annali genovesi (anno 1251) si riporta l'avvenimento del pisano Frate Alberto che, giunto a Genova per prendere accordi, rifiutò di cedere il castello di Lerici ai Genovesi in segno di pace. Parlando a nome di Pisa, Frate Alberto asserisce che "darebbero più tosto la Guinega[5], che è parte della città pisana, che il Castello di Lerici"
- Negli annali genovesi (anno 1256) si racconta dell'assedio al castello. I Genovesi non avrebbero ceduto finché il castello non fosse tornato in loro possesso e si descrive la sorpresa dei Genovesi nel vedere le migliorie apportate al castello dai Pisani: essi avevano costruito un borgo adiacente al castello e lo avevano circondato con alte mura e fossi per proteggere gli abitanti e avevano costruito inoltre una grande porta per accedere al borgo. La porta era inserita tra due torri molto alte e tra le torri era stata affissa una lapide che recitava a lettere maiuscole: "Stopa boca al Genovese/ Clepa cor alo Portonarese / Strepa torsello alo lucchese"[6]
- Annali genovesi, anno 1273: qui si racconta che il 5 febbraio un cavaliere, il cui nome non è stato rinvenuto, entrò in armi nel territorio genovese e distrusse il castello di Lerici e tutti gli uomini che cercarono di difenderlo.
- Francesco Petrarca ne L'Africa fa una breve descrizione della laguna lericina ed accenna alle spiagge sottostanti il castello di Lerici.
- Giovanni Sercambi, che scrisse tra la metà del Trecento e l'inizio del Quattrocento scrisse moltissimo del bel castello di Lerici. Ne Le Croniche annovera il Castello tra i possedimenti genovesi.
- Iacopo Bracelli, nel 1448 fa una breve descrizione del promontorio di Portovenere al quale, scrive, il castello di Lerici è posto in opposizione geografica.
- Carlo Carbone nel suo Compendio della storia ligure racconta del periodo in cui il Doria si impossessò del castello di Lerici e vi si stabilì; abbiamo testimonianza della permanenza di Andrea Doria al castello anche grazie ai suoi carteggi: egli nel 1528 si firma "Andrea Doria da Lerexo[7]".
- Nell'Italia Antiqua di Philipp Clüver del 1624 si accenna brevemente all'oppidum[8] di Lerici.
- Nel Voyage D'Italie Curieux Et Nouveau di Jean Antoine Huguetan del 1681, l'autore scrive di voler prendere una feluca al castello di Lerici.
- Accinelli F. Maria, nell'Atlante Linguistico del 1774 fa riferimento a Lerici ed al suo castello così grande da risultare sproporzionato posto accanto ad un borgo così piccolo.
- Mary Shelley soggiornò, nel corso della sua vita, varie volte nella baia di Lerici della quale scrisse: "l'azzurra distesa delle acque, la baia quasi chiusa dalla terra, il vicino castello di Lerici, che chiudeva a levante, e Portovenere distante a ponente; le varie forme delle precipiti rocce che circondano la spiaggia...".
- Filippo Tommaso Marinetti, ne L'aeropoema del golfo della Spezia del 1935 cita brevemente e poeticamente il castello di Lerici.
- Ubaldo Formentini, in Intorno al nome ed alla storia pregenovese di Lerici si rammarica dell'opera di incamiciatura del 1555 che ha nascosto l'antica bellezza del Castello, poiché senza quell'enorme barbacane oggi potremmo ancora ammirare il castello come lo videro Dante e Petrarca; tuttavia, sostiene, il castello rimane uno dei monumenti militari più maestosi in Italia.

## Soggiorni e prigionie famose nel castello di Lerici
- Enrico VII nel 1310 era Signore della Repubblica di Genova e conferì il titolo di Vicario imperiale della Lunigiana a Guido Novello, grande amico del già famosissimo Dante Alighieri. Novello riuscì a togliere il castello ai Guelfi e vi abitò per un certo periodo ospitandovi Enrico VII e, forse, anche Dante il quale in quel periodo si trovava in Lunigiana.
- Nicolò, Giovanni e Bartolomeo Boccanegra, fratelli del Doge Simon Boccanegra, furono fatti prigionieri ed imprigionati nel castello. Quando fu incarcerato, Giovanni era governatore della riviera di Levante e successivamente alla sua prigionia diventerà anche governatore della riviera di Ponente e della Corsica; Nicolò invece era Vicario d'Oltre Giovo (Pugliano, Antognano), mentre Bartolomeo era capitano delle milizie alleate combattenti contro i Visconti.
- Nel 1384 Il Doge Nicolò Guarco, fatto prigioniero dai Marchesi del Carretto dopo essere stato tradito dai Fregoso e dagli Adorno, fu incarcerato nel castello di Lerici dove morì l'anno successivo. Poco dopo vi venne fatto prigioniero anche il filosofo e letterato ed ex Doge Giacomo Fregoso.
- Verso la metà del Quattrocento e in particolare nel 1448, le prigioni del castello erano particolarmente affollate: tra i prigionieri si ricordano Giovanni e Giannone, fratelli di Galeotto del Carretto, Marchese di Finale nonché feudatario della Repubblica.
- Nel 1525 Francesco I Re di Francia, sconfitto e fatto prigioniero nella Battaglia di Pavia, venne imbarcato a Genova per essere portato a Napoli e di lì in Spagna. A causa del tempo burrascoso Francesco I e i suoi carcerieri furono però costretti a trovare riparo a Lerici, dove il re fu imprigionato nel castello per diversi giorni.
- Nel 1756 il pittore piemontese Francesco Belgini ed il suo amico Giovanni Robert di Bordeaux vennero arrestati ed imprigionati nel castello di Lerici perché erano stati trovati sulla strada che da Lerici porta a San Terenzo mentre il pittore stava ritraendo una veduta del castello. La preoccupazione era che fossero spie del re di Sardegna e l'Inquisizione prese parte alla vicenda mettendo in guardia il governo di fronte alla richiesta dell'ambasciatore piemontese di ottenere il rilascio di Belgini.

## Curiosità
- Appena entrati nel castello, sulla destra, si notano delle grandi pietre arrotondate. Si tratta di antichi proiettili da catapulta che nessuno è mai riuscito a rimuovere.
- Durante gli ultimi lavori di restauro sono state trovate tracce di proiettili conficcati nelle mura ed i fori che hanno lasciato gli spari delle armi da fuoco sono ancora visibili.
- Nel portale di accesso al castello è incastonata una ammonite fossile.
- La lunga e ripida scalinata che da Calata Mazzini porta al Castello conta 168 gradini.
- In tempi recenti, prima di diventare museo geopaleontologico, il castello è stato teatro di scambi culturali ed al suo interno sono state allestite importanti mostre d'arte tra le quali si ricordano quelle su Guttuso, De Chirico, Ligabue e Warhol.
- Nel 1973 il castello fu adibito ad ostello della gioventù.